# Diplocanthopoda hatamensis
Diplocanthopoda hatamensis är en spindelart som först beskrevs av Tord Tamerlan Teodor Thorell 1881.  Diplocanthopoda hatamensis ingår i släktet Diplocanthopoda och familjen hoppspindlar. Inga underarter finns listade i Catalogue of Life.